# Südgeorgien und die Südlichen Sandwichinseln
Südgeorgien und die Südlichen Sandwichinseln (von der Inselregierung verwendete Abkürzung SGSSI) sind ein britisches Überseegebiet im Südatlantik, das aus Südgeorgien und den Südlichen Sandwichinseln besteht. Die Inseln sind 3677 km vom Südpol entfernt. Da sie nördlich des 60. Breitengrades südlicher Breite liegen, fallen sie nicht in den Anwendungsbereich des Antarktisvertrags. Somit gilt für sie nicht die Status-quo-Regelung des Artikels 4 dieses Vertrags.
Das Gebiet wird mit Verweis auf frühe spanische Sichtungen von Argentinien beansprucht, das sich hierbei als „Erbe“ Spaniens sieht.

## Geographie

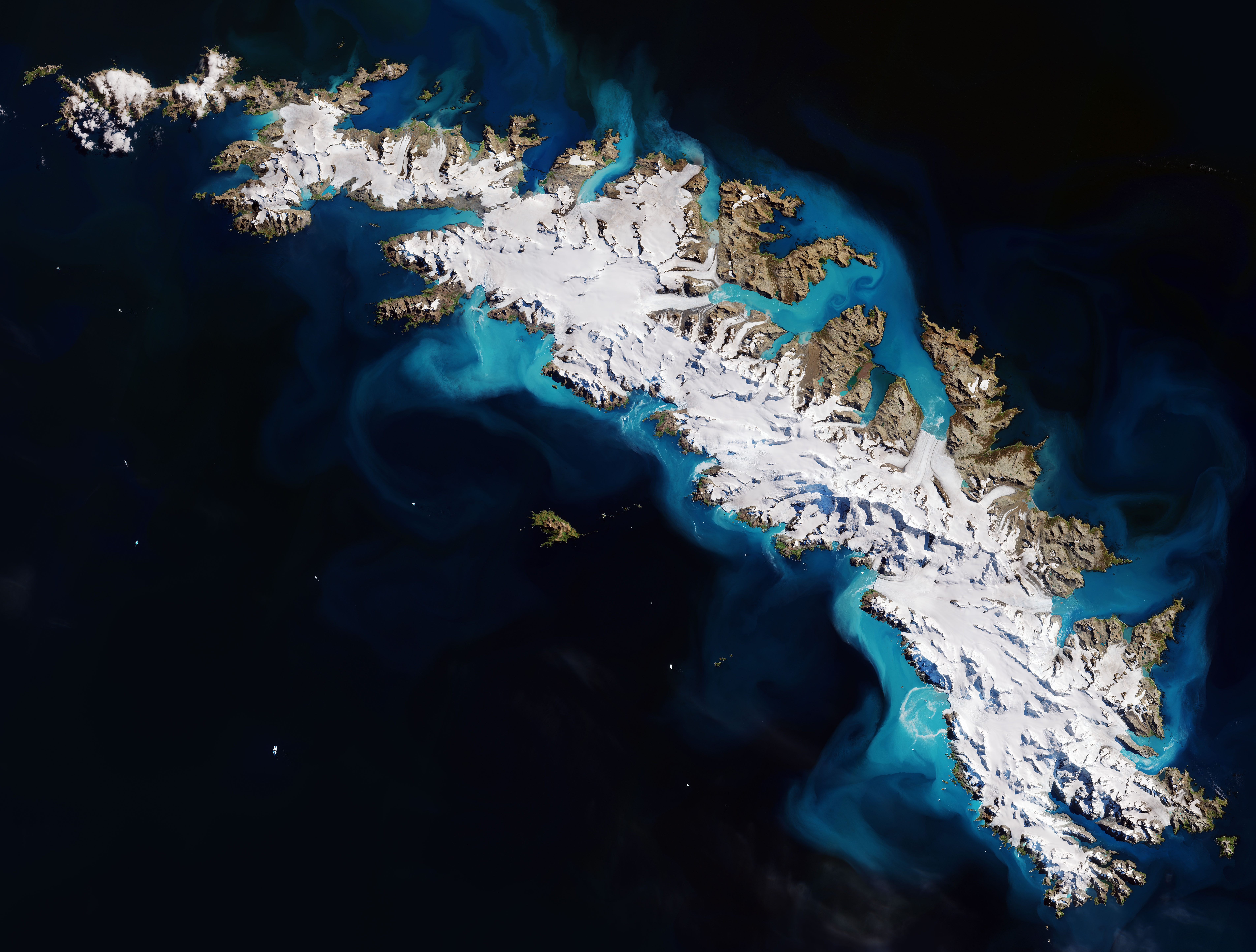
Satellitenbild von Südgeorgien

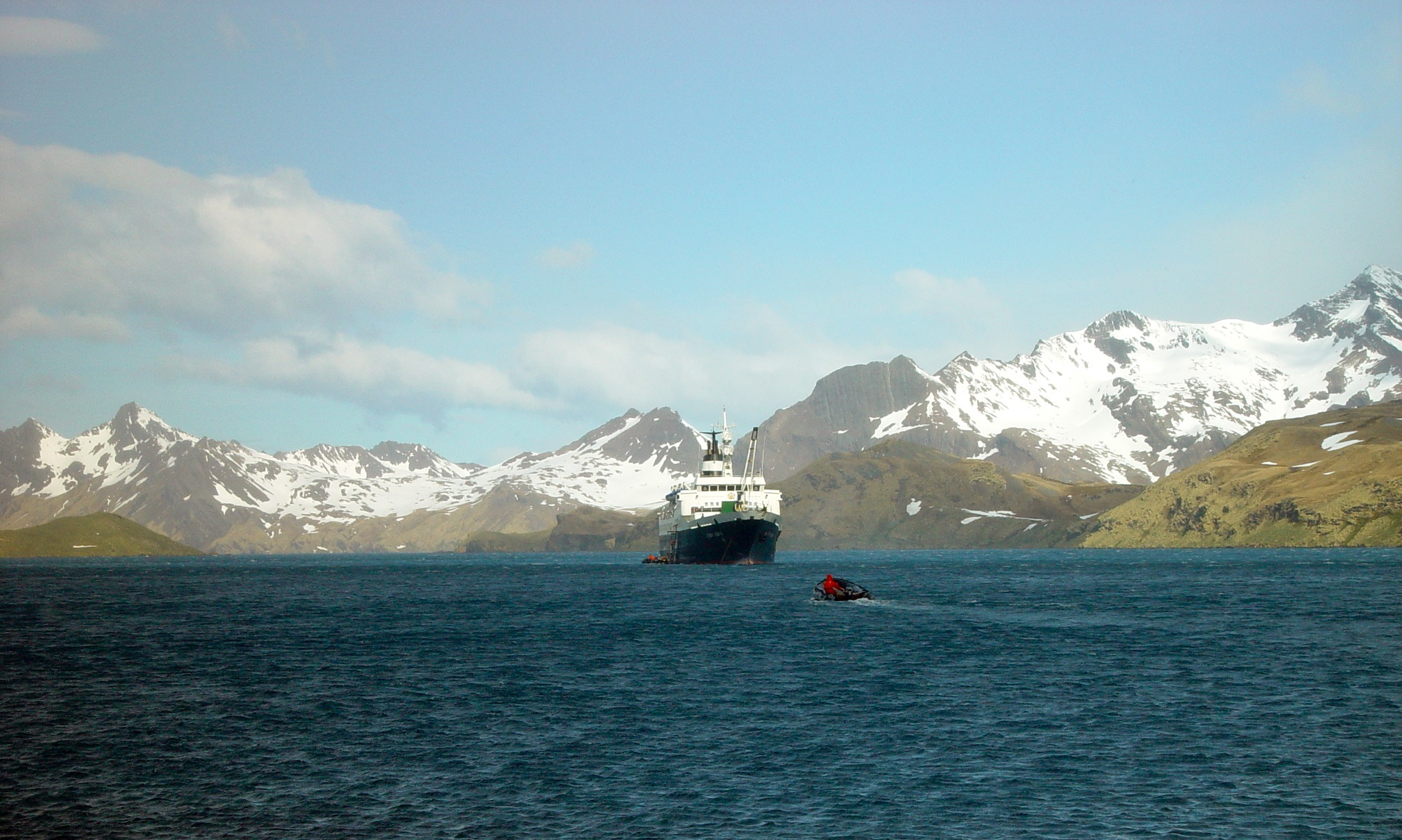
Stromness Bay in Südgeorgien

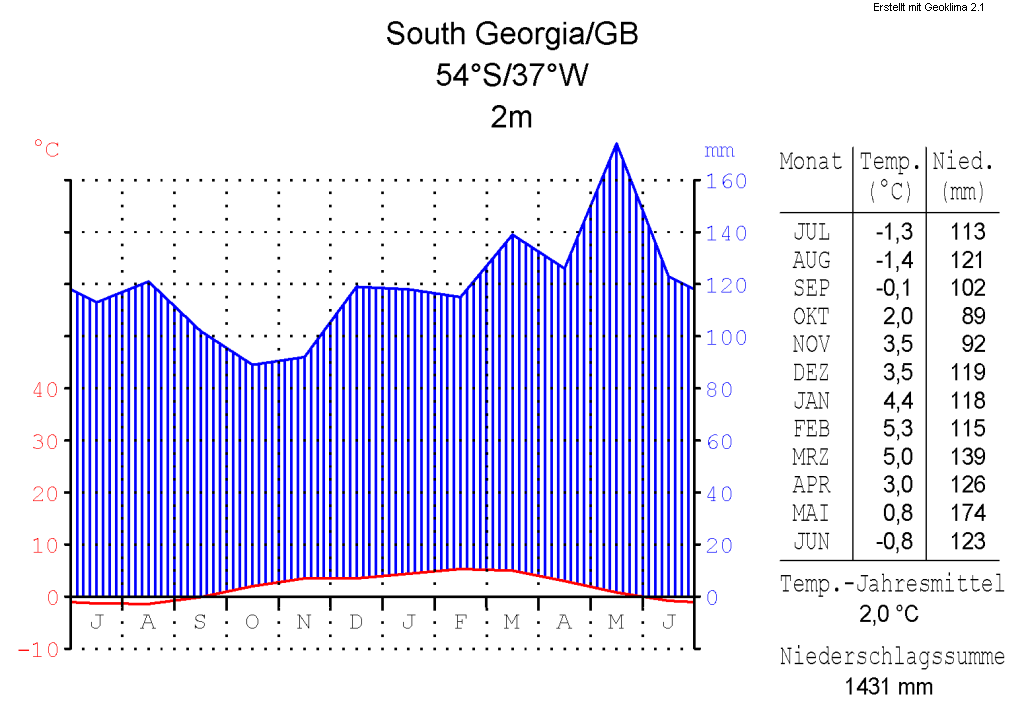
Klimadiagramm von Südgeorgien

### Inseln
Das Inselgebiet liegt im Südatlantik 1400 km östlich der Falklandinseln. Es setzt sich aus der Hauptinsel Südgeorgien und den zu dieser Insel gehörenden kleineren Inselgruppen sowie den hiervon etwa 600 bis 800 km südöstlich gelegenen Südlichen Sandwichinseln zusammen. Die gesamte Landfläche des Gebiets beläuft sich auf 3903 km².
Die Inseln bilden das südlichste Überseegebiet der Welt, da alle Inseln südlich der Cook-Insel unter den Antarktisvertrag fallen und somit keinem Staat gehören.

#### Südgeorgien
Zu Südgeorgien gehören die gleichnamige Hauptinsel (arg.: San Pedro) (54° 19′ S, 36° 39′ W), die flächenmäßig größte des gesamten Überseegebiets, sowie die Pickersgill-Inseln, die Welcome Islands und die Willisinseln, Annenkov Island, Bird Island, Cooper Island und Grass Island. Auch die Felsansammlungen Clerke Rocks sowie Shag Rocks und Black Rock zählen zu Südgeorgien.

#### Südliche Sandwichinseln
Zu den Südlichen Sandwichinseln gehören (von Norden nach Süden) die Traversayinseln, die Candlemasinseln (arg.: Candelaria), Saunders Island, Montagu Island (arg.: Jorge), Bristol Island (arg.: Blanca) und die Südlichen Thuleinseln (arg.: Tule del Sur). Die Südsandwichinseln sind allesamt unbewohnt.

### Landschaft
Die gebirgige, zerklüftete und zumeist von Eis bedeckte Landschaft macht den Großteil der Inseln nur eingeschränkt bewohnbar. Elf Berge Südgeorgiens bringen es auf eine Höhe von über 2000 m, höchste Erhebung ist der Mount Paget mit 2934 m. Die Hauptinsel Südgeorgien ist 160 Kilometer lang und 30 Kilometer breit. Sie umfasst eine Fläche von 3756 km². Auf der Insel befinden sich mehr als 160 Gletscher, von denen viele bis ans Meer heranreichen. Die Südwestküste ist den Westwinden ausgesetzt und verfügt deshalb über ein kälteres, stürmischeres und im Allgemeinen sehr unwirtliches Klima. Die Nordostküste liegt im Windschatten der Berge. Somit ist dort das Klima angenehmer und der Seegang in den Buchten ist ruhiger.
Einige der Südlichen Sandwichinseln sind vulkanischen Ursprungs. Ein Teil der dortigen Vulkane ist noch aktiv.

### Fauna
Südgeorgien gilt als eines der wichtigsten Brutgebiete des Königspinguins. Es wird geschätzt, dass dort etwa 400.000 Tiere dieser Art leben. Der Bestand an Goldschopfpinguinen wird auf ca. 5 Millionen Exemplare geschätzt. Des Weiteren stellt Südgeorgien einen wichtigen Lebensraum für See-Elefanten und Seelöwen dar. In der Brunftzeit treffen sich bis zu 350.000 See-Elefanten an den Küsten der Insel, während die Zahl der Seelöwen auf ca. 2 Millionen geschätzt wird. Berühmt sind die Gebiete Saint Andrews Bay, Gold Harbour, Salisbury Plain und Fortuna Bay. Von den Menschen eingeschleppte Säugetiere sind Ratten und Mäuse. Norwegische Walfänger führten 1911, 1912 und noch einmal 1925 Rentiere ein, die sich nach der Aufgabe der Walfangstationen stark vermehrten. Die Rentiere bevölkerten zwei nichtvergletscherte Gebiete, wurden aber durch Auslassgletscher daran gehindert, sich auf weitere Teile der Insel auszubreiten. Mit dem Rückzug vieler Gletscher im Zuge der globalen Erwärmung entstand die Gefahr, dass die Rentiere die natürlichen Barrieren überwinden und den Pflanzengemeinschaften sowie den Brutvögeln Südgeorgiens schwere Schäden zufügen könnten. 2011 fiel der Entschluss, die Rentiere vollständig von der Insel zu entfernen. In den südlichen Sommern 2012/2013 und 2013/2014 wurden über 6000 Tiere von samischen Rentierhirten zusammengetrieben bzw. von norwegischen Jägern abgeschossen.

## Bevölkerung

Ehemalige und aktuelle Siedlungen auf Südgeorgien

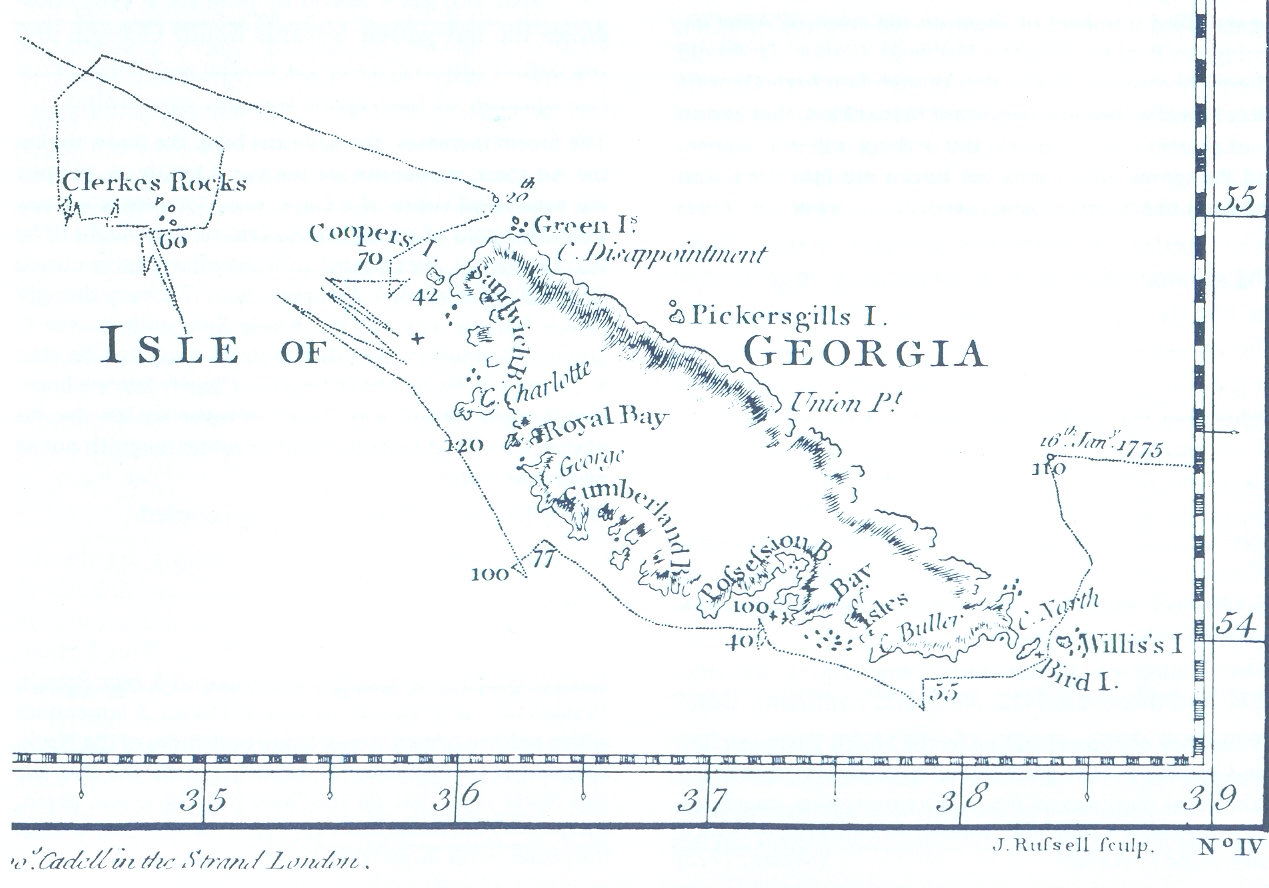
Karte des James Cook (1777 – Süden ist oben)

Südgeorgien hat keine permanente Bevölkerung. Auf der Insel leben zwei entsandte Regierungsbeamte mit Ehepartnern sowie im Sommer bis zu vier Museumsangestellte des Südgeorgien-Museums im etwa ein Kilometer von Grytviken entfernt gelegenen King Edward Point. Zu den Aufgaben der Regierungsbeamten gehört das Amt des Hafenkapitäns, die Aufsicht über Grenzkontrolle und Zoll, Fischereiwesen und Tourismus.
Dazu kommen etwa 25 Mitarbeiter des British Antarctic Survey in der Station am King Edward Point und in der Station auf Bird Island an der Nordwestspitze der Insel. Die Regierung des Überseegebiets Südgeorgien und die Südlichen Sandwichinseln selbst residiert in Stanley auf den Falklandinseln.

## Geschichte
Wahrscheinlich wurde Südgeorgien erstmals im April 1675 vom britischen Kaufmann Anthony de la Roché gesichtet. Dieser geriet am Kap Hoorn in schlechtes Wetter und wurde weit vom Kurs abgetrieben. Er entdeckte ein gebirgiges Land mit tiefen Buchten. Diese Beschreibung kann in dieser Gegend nur auf Südgeorgien zutreffen.
Es dauerte weitere einhundert Jahre, bis der erste Mensch Südgeorgien betrat. James Cook landete am 17. Januar 1775 an Bord der HMS Resolution in einer Bucht, die er kurzerhand Possession Bay nannte. Cook kartographierte einen Teil der Küstenlinie. Er segelte weiter bis zur Südspitze der Insel, die er Cape Disappointment nannte, weil nun offensichtlich wurde, dass Südgeorgien nicht der antarktische Kontinent sein konnte, nach dem Cook eigentlich suchte. Auf seiner Reise um Südgeorgien entdeckte Cook auch die Südlichen Sandwichinseln. Er nannte sie nach Lord Sandwich, Erster Lord der Admiralität, besser bekannt als Erfinder des Sandwichs.
Cook erwähnte in seinen Berichten, dass es in Südgeorgien und seinen Gewässern reiche Vorkommen an Robben gibt. Dies führte 1786 alsbald zum Beginn der Robbenjagd, die bis 1909 andauerte und fast zur Ausrottung dieser Tiere führte. Außerdem wurden von 1904 bis 1965 in Südgeorgien insgesamt 175.250 Wale gejagt. Dies endete 1986 mit dem offiziellen Walfangverbot aufgrund der drastischen Dezimierung der Walbestände. Überbleibsel der Walfangindustrie sind heute noch an einigen Stellen der Insel zu besichtigen und stehen teilweise unter Denkmalschutz.
Die erste (unfreiwillige) Erkundung des Landesinneren machten Sir Ernest Shackleton, Frank Worsley und Tom Crean 1916 im Rahmen der Endurance-Expedition. Die Expedition hatte im Packeis ihr Schiff verloren, worauf die Mannschaft über das Eis und mit den Rettungsbooten nach Elephant Island fuhr. Eine Gruppe um Shackleton segelte mit einem der Rettungsboote nach Südgeorgien, um Hilfe zu holen, landete aber ohne Karte in der King Haakon Bay, da ein Sturm sie an die Westküste gezwungen hatte. Von dort aus überquerten Shackleton, Worsley und Crean die Insel und gelangten erfolgreich nach Stromness. Die erste wissenschaftliche Expedition zur Erkundung der Insel fand 1928 statt, als der Deutsche Ludwig Kohl-Larsen zusammen mit seiner Frau und dem Kameramann Albert Benitz die Insel besuchte.
Ab 1925 erhob Argentinien Ansprüche auf Südgeorgien und die Südlichen Sandwichinseln, die es während des Falklandkrieges 1982 durchzusetzen versuchte. Südgeorgien geriet damals kurzzeitig unter argentinische Besatzung, auf den Südsandwichinseln errichteten die Argentinier mit Corbeta Uruguay eine Militärstation, der Hauptkonflikt spielte sich aber auf den Falklandinseln ab. Ein daraufhin am King Edward Point errichteter Truppenstandort verfiel, nachdem Ende April 1982 die Inseln von dem Britischen Militär zurückerobert wurden. 2001 wurden die letzten Überbleibsel abgerissen, um dann Platz für ein Forschungsteam zu machen.

## Politik
Das Überseeterritorium wird vom Gouverneur der Falklandinseln als Kommissar verwaltet, der als Vertreter des britischen Königs und der Regierung fungiert. Für die Verteidigung ist das Vereinigte Königreich zuständig. Das Rechtssystem basiert auf dem englischen Common Law, eine gültige Verfassung existiert seit dem 3. Oktober 1985.
Der Gouverneur der Falklandinseln entsendet zudem Beamte als Vertreter auf die Insel, die Aufgaben vor Ort übernehmen.

### Kommissare
Der Posten wurde 1985 geschaffen, als Südgeorgien und die Südlichen Sandwichinseln von den Nebengebieten der Falklandinseln abgetrennt wurden, um ein neues Überseegebiet zu schaffen.
| Name                                          | Amtszeit | Amtszeit |
| Name                                          | Beginn   | Ende     |
| --------------------------------------------- | -------- | -------- |
| Gordon Jewkes                                 | 1985     | 1988     |
| William Fullerton                             | 1988     | 1992     |
| David Tatham                                  | 1992     | 1996     |
| Richard Ralph                                 | 1996     | 1999     |
| Donald Lamont                                 | 1999     | 2002     |
| Russ Jarvis (kommissarisch)                   | 2002     | 2002     |
| Howard Pearce                                 | 2002     | 2006     |
| Harriet Hall (kommissarisch)                  | 2006     | 2006     |
| Alan Huckle                                   | 2006     | 2010     |
| Ric Nye (kommissarisch)                       | 2010     | 2010     |
| Nigel Haywood                                 | 2010     | 2014     |
| Sandra Tyler-Haywood (kommissarisch)          | 2014     | 2014     |
| John Duncan (kommissarisch)                   | 2014     | 2014     |
| Colin Roberts                                 | 2014     | 2017     |
| Richard Alexander John Mitham (kommissarisch) | 2017     | 2017     |
| Nigel Phillips                                | 2017     | 2022     |
| Dave Morgan (kommissarisch)                   | 2022     | 2022     |
| Alison Blake                                  | 2022     |          |

## Infrastruktur
Die Postleitzahl SIQQ 1ZZ gilt für das gesamte Territorium von Südgeorgien und der Südlichen Sandwichinseln.

## Feiertag
Der 25. April ist als sogenannter „Liberation Day“ offizieller Feiertag. An dem Tag wird die Befreiung von Südgeorgien und der Südlichen Sandwichinseln, beide 1982 im Falklandkrieg von Argentinien besetzt, gefeiert. Der „Liberation Day“ wird auf den Falklandinseln am 14. Juni gefeiert.